# I loro occhi guardavano Dio
I loro occhi guardavano Dio, noto anche come Con gli occhi rivolti al cielo (Their Eyes Were Watching God, 1937), è l'opera più famosa di Zora Neale Hurston, scrittrice afroamericana dell'Harlem Renaissance. Venne scritto mentre l'autrice si trovava ad Haiti per uno studio antropologico. Il romanzo è però ambientato in Florida.
I loro occhi guardavano Dio è stato pubblicato per la prima volta in Italia nel maggio del 1938 da "Frassinelli tipografo editore, via Conte Verde, 9 Torino". Ciò è per certi versi sorprendente visto il periodo storico poco propizio a un libro così aperto e non razzista, che esprime una visione della realtà dei neri, delle loro aspirazioni, dei loro sentimenti, dalla loro prospettiva. Non va dimenticato che l'autrice è afroamericana.

## Trama
Il personaggio principale e narratore dell'opera è Janie Crawford, una donna di quarant'anni, afroamericana, che racconta la storia della sua vita e dei suoi viaggi ad un'amica mediante dei flashback. Le tappe della sua vita sono divise prendendo come punti di riferimento i tre matrimoni.
La nonna di Janie, Nanny, era una schiava che rimase incinta di un uomo bianco e diede alla luce una bambina. Quest'ultima fu violentata quando era ancora adolescente e da lì nacque Janie. Janie crebbe con la nonna, la madre non viene mai menzionata nel romanzo. Nanny vuole evitare che la nipote spenda male la sua vita insieme ad un uomo qualsiasi, quindi le combina un matrimonio con un fattore, il quale cerca una sposa per mandare avanti sia la casa che la fattoria. Il matrimonio però va a rotoli, Janie non ama l'uomo che l'ha sposata solo per convenienza e che la picchia e la costringe a lavorare nella fattoria. Lei allora scappa con un altro, Joe Starks, col quale va a vivere a Eatonville.
Al loro arrivo, Starks inizia ad organizzare l'economia della città, si autoproclama sindaco, compra altra terra e contratta per costruire un negozio. Tutto ciò provoca un cambio nella sua personalità e fa sì che Janie prenda le distanze perché si accorge di essere diventata una sorta di "moglie trofeo". Tempo dopo, Starks muore, lasciando i suoi beni a Janie che la rendono economicamente indipendente e centro di attenzione per i possibili pretendenti. Tra questi, Janie si innamora di un bracciante scommettitore, Tea Cake, con cui si trasferisce a Jacksonville dopo aver venduto terra e negozio.
Con Tea Cake Janie trova il vero amore che tanto aveva cercato. Si trasferiscono nelle Everglades, ma la zona in cui vivono viene investita da un uragano e, nonostante sopravvivano entrambi, l'uomo viene morso da un cane rabbioso. La rabbia poco a poco lo fa impazzire fino al punto in cui cerca di sparare a Janie. Lei, per difendersi, spara a lui e viene quindi accusata di omicidio. La giuria, composta da bianchi, la dichiara innocente, nonostante l'opposizione dei giurati neri, amici di Tea Cake.
Dopo la sentenza, Janie si riconcilia con la comunità afroamericana delle Everglades e decide di ritornare ad Eatonville dove la aspettano critiche e guai.

## Critica
Anche se l'opera della Hurston figura nella lista dei più letti nei programmi di letteratura afroamericana negli Stati Uniti, il libro non piacque ai contemporanei dell'autrice. Non venne apprezzata la rappresentazione degli accenti fonetici della comunità afroamericana di Stati Uniti e Caraibi all'inizio del XX secolo, tra cui l'uso di "tuh" al posto di "to" e "Ah" invece di "I". A molti autori dell'Harlem Renaissance dava fastidio il fatto che la Hurston mostrasse le divisioni tra gli afroamericani di pelle più chiara e più scura, come nel caso della signora Turner, così come le differenze tra l'uomo e la donna afroamericani.
Il libro, scritto col tipico linguaggio dialettale del sud afroamericano, ha attratto anche le critiche di chi considera gli afroamericani ignoranti, incapaci di parlare l'inglese. Le stesse critiche vennero mosse anche a Le avventure di Huckleberry Finn di Mark Twain ma, mentre Twain trasforma la parlata dialettale in un personaggio tridimensionale attraverso Huck, la Hurston usa il dialetto per mostrare che complesse relazioni sociali e tratti comuni al linguaggio metaforico sono possibili anche nel linguaggio degli afroamericani, che molti considerano inferiore.

## Edizioni
- (EN) Their Eyes Were Watching God, Philadelphia, J. B. Lippincott, 1937.
- I loro occhi guardavano Dio, traduzione di Ada Prospero, Torino, Frassinelli, 1938.
- Con gli occhi rivolti al cielo, traduzione di Adriana Bottini, Milano, Bompiani, 1998, ISBN 9788845236303.
- I loro occhi guardavano Dio, traduzione di Adriana Bottini, Napoli, Cargo, 2009, ISBN 9788860050267.
- Con gli occhi rivolti al cielo, traduzione di Adriana Bottini, Milano, La Tartaruga, 2024, ISBN 9788894814972.

## Versione televisiva
Nel 2005 dal romanzo è stato tratto un adattamento per la televisione, Con gli occhi rivolti al cielo , con Janie interpretata dall'attrice Halle Berry (produttrice esecutiva da Oprah Winfrey).